# Frihed 2000
Frihed 2000 var en folketingsgruppe fra 1999 til 2001, som bestod af fire folketingsmedlemmer, der tidligere udgjorde Fremskridtspartiets folketingsgruppe.

## Historisk dannelse
Det er første gang – og indtil Nye Borgerliges folketingsgruppe blev opløst i 2024 eneste gang – at samtlige repræsentanter for et parti i Folketinget forlod deres parti. Gruppen, der blev dannet 12. oktober 1999 af Fremskridtspartiets store stemmesluger fra Nordjylland, Kirsten Jacobsen og Kim Behnke, talte desuden Tom Behnke og Thorkild B. Fransgaard. Kirsten Jacobsen var politisk ordfører, mens Kim Behnke var gruppeformand.
Gruppen blev dannet som følge af utilfredshed med Fremskridtspartiets landsmødes beslutning i 1999 om at genoptage den tidligere formand og stifter Mogens Glistrup i partiet. Stifterne af Frihed 2000 ville ikke lægge navn til Glistrup, som de mente fremførte synspunkter, som var i strid med Fremskridtspartiets politik.

## Politik
Frihed 2000's politik adskilte sig ikke væsentligt fra Fremskridtspartiet, og havde således som hovedpunkter EU-modstand, modstand mod indvandring, ligesom grupperingen gik ind for at afskaffe indkomstskatten.

## Resultater
Gruppens resultater var begrænsede idet, de nåede at få vedtaget nogle af de forslag de fremsatte – fx om regelsanering.
Gruppen stillede en række spørgsmål i Folketingssalen og i udvalgene, hvor de stemte for enkelte lovforslag.

## Nedlæggelse
Frihed 2000 blev nedlagt 7. februar 2001 fordi Tom Behnke skiftede til Det Konservative Folkeparti. De øvrige medlemmer af gruppen blev løsgængere i Folketinget efter nedlæggelsen af Frihed 2000.